# Wild Lives
Wild Lives (pol. "Dzikie życie") - seria książek opisująca życie zwierząt w fabularyzowany sposób. Autorem jest Nick Arnold.

## Tomy
1. Bonding with Bears (2004)
2. Diving with Dolphins (2003)
3. Spying on Lions (2003)
4. Swimming with Sharks (2004)
5. Talking to Tigers (2004)
6. Walking with Wolves (2004)